# Nuvilly
Nuvilly é uma comuna da Suíça, localizada no Cantão de Friburgo, com 371 habitantes, de acordo com o censo de 2010 . Estende-se por uma área de 4,0 km², de densidade populacional de 93 hab/km². Confina com as seguintes comunas: Combremont-le-Grand (VD), Les Montets, Murist, Sassel (VD) e Treytorrens (Payerne) (VD).
A língua oficial nesta comuna é o francês.

## Idiomas
De acordo com o censo de 2000, a maioria da população fala francês (95,2%), sendo o alemão a segunda língua mais comum, com 3,4%, e o português a terceira, com 0,7%.